# Reichsautobahn
Reichsautobahn – nazwa sieci autostrad istniejących w III Rzeszy od 1933 do 1945. Później nazwę tę zmieniono na Autobahn.

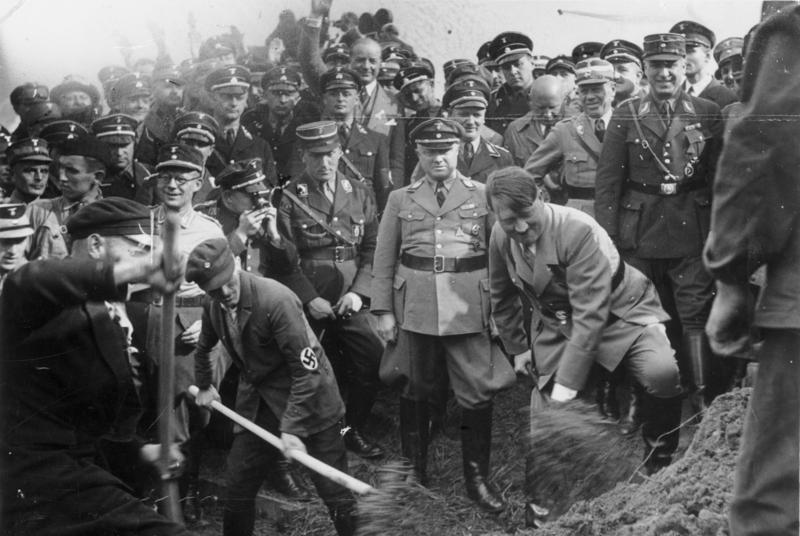
Hitler jako pierwszy rozpoczyna budowę Reichsautobahn w 1933 r.

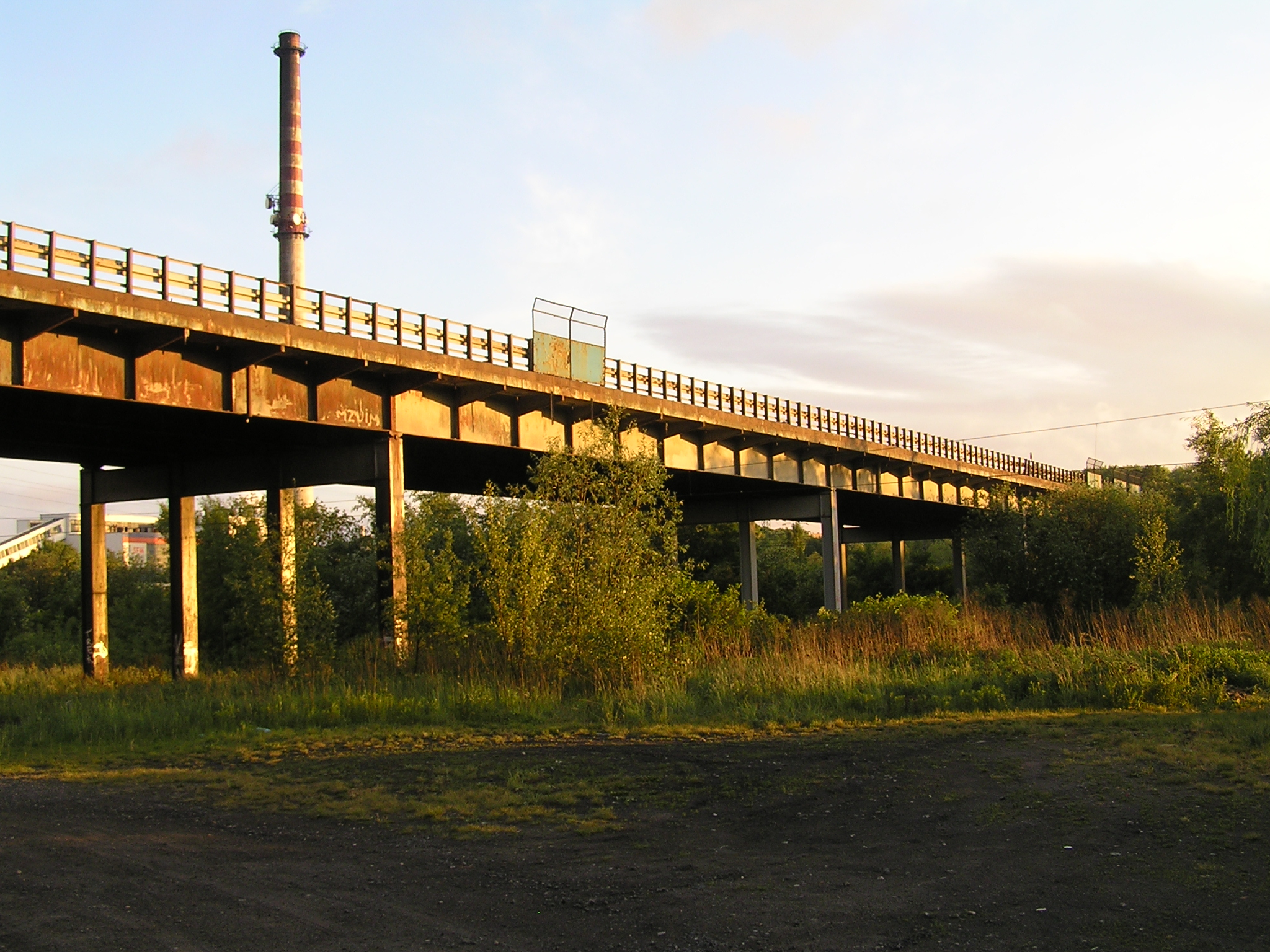
Wiadukt kolejowy na RAB 29 obecnie DK88 w Gliwicach (Stan z roku 2009 sprzed przebudowy – wytrzymał 70 lat bez zmian)

## Historia

### Republika Weimarska
W Republice Weimarskiej powstało zaledwie kilka odcinków autostrad, mających na celu szybsze przemieszczanie się wyłącznie pojazdów osobowych. Prace nad tymi odcinkami trwały poczynając od roku 1932.

### Lata 1936–1939
Doszedłszy do władzy oraz ogłosiwszy się führerem (1933), Hitler zapowiedział wdrożenie planu czteroletniego, który miał na celu przywrócenie powszechnej służby wojskowej oraz rozbudowy armii. W trakcie trwania planu czteroletniego postanowiono zbudować również autostrady, które podczas trwania planowanej wojny pozwoliłyby na szybkie przemieszczanie się pojazdów opancerzonych. Gdy w innych krajach panował kryzys gospodarczy, w III Rzeszy zatrudniano bezrobotnych, którzy budowali autostrady aby przygotować atak (pierwszą fazę) na wschodnią część Europy. Tylko w ciągu dwóch lat powstało 1000 km autostrad, a do 1939 roku oddano do użytku ok. 4000 km. Gdy wybuchła II wojna światowa, na ziemiach podbitych przez III Rzeszę zaczęto deportację ludności wschodniej do obozów pracy, w których prócz ciężkich prac ziemnych budowano drogi lokalne, jak i autostrady. Sieć autostrad miała objąć wszystkie tereny podbitych ziem. Punktem, do którego zmierzały wszystkie linie autostrad, miał być Berlin, przyszła stolica Germanii.

### Po 1945 roku
W czasie II wojny światowej niemieckie autostrady doskonale służyły amerykańskim, brytyjskim, rosyjskim i polskim czołgom, które wtargnęły do Niemiec aby pokonać nazistów, a następnie część autostrad została zniszczona w wyniku działań wojennych oraz poprzez wysadzenie kluczowych węzłów i mostów łączących odcinki.

## Zbudowane odcinki
| Wybrane odcinki zbudowane do 1942 roku | Wybrane odcinki zbudowane do 1942 roku | Wybrane odcinki zbudowane do 1942 roku                | Wybrane odcinki zbudowane do 1942 roku | Wybrane odcinki zbudowane do 1942 roku               |
| Rozpoczęcie budowy                     | Otwarcie                               | Odcinek                                               | Numer Reichsautobahn                   | Obecne oznaczenia                                    |
| -------------------------------------- | -------------------------------------- | ----------------------------------------------------- | -------------------------------------- | ---------------------------------------------------- |
| 23 września 1933(dts)                  | 19 maja 1935(dts)                      | Frankfurt nad Menem – Darmstadt                       | ?                                      | A5                                                   |
| ?                                      | 3 października 1935(dts)               | Darmstadt – Viernheim – Mannheim – Heidelberg         | ?                                      | A67, A6, A656                                        |
| 21 marca 1934(dts)                     | 13 września 1941(dts)                  | Monachium – Salzburg                                  | 26                                     | A8                                                   |
| ?                                      | 20 kwietnia 1936(dts)                  | Halle (Saale) – Lipsk                                 | ?                                      | A14                                                  |
| 1 listopada 1933(dts)                  | 21 maja 1936(dts)                      | Kolonia – Düsseldorf                                  | ?                                      | A3                                                   |
| ?                                      | 25 lipca 1936(dts)                     | Brema – Hamburg                                       | 2                                      | A1                                                   |
| ?                                      | 17 sierpnia 1936(dts)                  | Berlin – Magdeburg                                    | 51/6                                   | A2                                                   |
| ?                                      | 27 września 1936(dts)                  | Berlin – Szczecin                                     | 4a                                     | - A11, - A6                                          |
| 21 marca 1934(dts)                     | 27 września 1936(dts)                  | Wrocław – Legnica                                     | 9                                      | A4                                                   |
| 17 sierpnia 1934(dts)                  | 27 września 1936(dts)                  | Bytom – Gliwice                                       | 64                                     | DK88                                                 |
| ?                                      | 27 września 1936(dts)                  | Frankfurt nad Menem – Gießen                          | 12                                     | A5                                                   |
| ?                                      | 27 września 1936(dts)                  | Heidelberg – Karlsruhe                                | 22                                     | A5                                                   |
| ?                                      | 12 grudnia 1936(dts)                   | Düsseldorf – Oberhausen                               | ?                                      | A3/A2                                                |
| ?                                      | 10 stycznia 1937(dts)                  | Berlin – Magdeburg – Hanower                          | 6                                      | A2                                                   |
| ?                                      | 13 maja 1937(dts)                      | Hamburg – Lubeka                                      | ?                                      | A1                                                   |
| 13 września 1934(dts)                  | 20 czerwca 1937(dts)                   | Kassel – Getynga                                      | por. trasa 46                          | A7                                                   |
| 21 marca 1934(dts)                     | 23 czerwca 1937(dts)                   | Drezno – Meerane                                      | 83                                     | A4                                                   |
| ?                                      | 27 listopada 1937(dts)                 | Bolesławiec – Żagań                                   | 61                                     | DK18                                                 |
| ?                                      | 17 grudnia 1937(dts)                   | Oberhausen – Recklinghausen                           | ?                                      | A2                                                   |
| ?                                      | 1937                                   | Berlin – Frankfurt nad Odrą                           | 58                                     | A12                                                  |
| ?                                      | 1 maja 1938(dts)                       | Lubeka – Travemünde (Kücknitz)                        | ?                                      | A1/A226                                              |
| ?                                      | 5 listopada 1938(dts)                  | Berlin–Monachium                                      | 13/15/16/27                            | A9                                                   |
| ?                                      | 1938                                   | Leonberg – Ludwigsburg-Północ (przez tunel Engelberg) | ?                                      | A81                                                  |
| ?                                      | 12 listopada 1938(dts)                 | Recklinghausen–Gütersloh                              | 5                                      | A2                                                   |
| ?                                      | 10 grudnia 1938(dts)                   | Monachium – Stuttgart – Karlsruhe                     | ?                                      | A8                                                   |
| ?                                      | 18 sierpnia 1939(dts)                  | Jena – Weimar                                         | 17                                     | A4                                                   |
| ?                                      | 23 września 1939(dts)                  | Frankfurt nad Menem – Limburg an der Lahn             | 21                                     | A3                                                   |
| ?                                      | 21 marca 1940(dts)                     | Ludwigsburg-Północ – Weinsberg                        | ?                                      | A81                                                  |
| ?                                      | 1 maja 1940(dts)                       | Leverkusen – Remscheid – Lennep                       | ?                                      | A1                                                   |
| ?                                      | 1 lipca 1940(dts)                      | Drezno – Budziszyn – Weißenberg                       | ?                                      | A4                                                   |
| 12 grudnia 1933                        | ?                                      | Berlin – Königsberg                                   | 12/3/54/55/93/56                       | - A11, - A6, 142, S22, - E28/E77 (obwód królewiecki) |
| 1. 2.                                  |                                        |                                                       |                                        |                                                      |